# Jardim Botânico da Ajuda
O Jardim Botânico da Ajuda localiza-se na freguesia da Ajuda, na cidade de Lisboa.
Encontra-se inscrito na BGCI e apresenta programas de conservação para a Agenda Internacional para a Conservação nos Jardins Botânicos, sendo LISI o seu código de identificação internacional.
O Jardim Botânico da Ajuda está classificado como Imóvel de Interesse Público desde 1944.

## História
Em Portugal, o jardim botânico mais antigo é o da Ajuda. A sua história remonta a 1755, depois do Terramoto de Lisboa, em que o rei D. José I transferiu a sua corte, dos arredores da capital, para a Ajuda. Este local foi escolhido por esta zona não ter sido afetada aquando Terramoto. Em 1768, nasceu o Real Jardim Botânico. Domingos Vandelli foi o criador deste jardim, o qual transpôs para a capital portuguesa o jardim botânico da sua cidade natal, Pádua.
No entanto, Vandelli não iniciou os trabalhos de construção do jardim sozinho, mas contou com a preciosa ajuda de Júlio Mattiazi, o primeiro jardineiro de Horto Botânico de Pádua.
A construção deste jardim, que tinha entre outros objetivos proporcionar lazer à família real e educar os príncipes e netos do monarca, contava já nos finais do século XVIII uma valiosa coleção com cerca de 5000 espécies.
A primeira invasão francesa, em 1808, arrasa a maior parte das coleções do Real Jardim Botânico, comprometendo o plano expansionista do jardim. A reativação do jardim só veio a acontecer com o regresso de D. João VI do Brasil e, com a proclamação da República, foi aberto ao público.
Em 1811, o professor da Universidade de Coimbra, Félix de Avelar Brotero, foi nomeado por D. João VI diretor do Real Museu e Jardim Botânico da Ajuda. A morte de Brotero, em 1828, trouxe à investigação botânica perdas irrecuperáveis. De tal modo que a investigação entrou em decadência. Assim os Jardins Botânicos de Coimbra e da Ajuda deixaram de ser devidamente cuidados, ficando num estado de degradação até meados do século XIX.
Em 1837, o Real Museu e o Jardim Botânico da Ajuda foram confiados à administração da Academia das Ciências de Lisboa. Em 1838, com a fundação da Escola Politécnica de Lisboa, o Jardim Botânico da Ajuda viria a deparar-se com novas perspetivas. A necessidade da Escola Politécnica ter um jardim botânico para o desenvolvimento do seu trabalho, levou a que neste ano o Jardim Botânico da Ajuda e o Real Museu fossem incorporados nesta instituição. Em Junho de 1839, o ministro dos Negócios do Reino concordou com a incorporação do Jardim Botânico na Escola Politécnica. No mês seguinte a direcção científica do Jardim Botânico era confiada ao lente da 9ª cadeira (Botânica e Princípios de Agricultura), ao Botânico e fundador do ensino da Agricultura em Portugal, Dr. José Maria Grande.
Após votação ordenada pela rainha, D. Maria II foi nomeado director efectivo do Jardim Botânico a partir de Julho de 1840 altura em que o Jardim estava muito danificado tendo um papel fundamental no ressurgimento do Jardim através da introdução de novas espécies.
O célebre botânico austríaco Friedrich Welwitsch encontrava-se em Portugal desde Julho de 1839, a fim de efectuar uma viagem de estudo aos Açores, Canárias e Cabo Verde subsidiada pela “Unio Itineraria”, associação com sede em Essligen, cujo objectivo era proporcionar a realização de expedições científicas. No entanto, devido às tempestades, as viagens entre Lisboa e as ilhas tornaram-se irregulares, o que teve como consequência Welwitsch não ter prosseguido além de Lisboa e ter apresentado uma pretensão na Secretaria de Estado dos Negócios da Guerra para ser nomeado preparador de Botânica na Escola Politécnica. Não estando previsto o cargo de preparador ou demonstrador para a 9ª cadeira, e após o falecimento do mestre do Jardim da Ajuda, foi decidido pelo conselho escolar que se contratasse o Dr. Friedrich Welwitsch como conservador dos estabelecimentos botânicos da escola. Durante a curta permanência do distinto naturalista, muitas espécies novas, muitas delas exóticas, foram enriquecendo o jardim. No final de 1844 Welwitsch já exercia as funções de orientador do Jardim do Lumiar, anteriormente adquirido pelo duque de Palmela, bem como a superintendência de outros jardins que o duque possuía dispersos por diversos pontos do País.
Em 1848, o Prof. Dr. José Maria Grande procurou melhorar as colecções de vegetais em cultura e, tendo entregue o ensino durante alguns dias ao seu substituto, o Prof. Andrade Corvo, concluiu as determinações das plantas ainda não identificadas.
Em 1996, com apoios diversos, incluindo o do Turismo de Lisboa, a arquiteta Cristina Castel-Branco iniciou o processo de recuperação total do JBA.
Em 2002, com as obras principais de recuperação do JBA terminadas, assumiu a direção a Investigadora Dalila Espírito Santo. Desde aí que todos os esforços têm sido no sentido de aumentar o número de visitantes do jardim, criando uma agenda cultural com atividades lúdicas e educativas permanentes.

## O jardim

### Descrição
Este jardim do tipo italiano com dois níveis, é um oásis no meio da cidade de Lisboa. Possui cerca de 4 ha de área e é de acesso pago.
O jardim inclui árvores tropicais e uma das sebes de buxo dentro das maiores da Europa, com cerca de 2 km de cumprimento, desenhando diversos desenhos geométricos em volta de canteiros de flores.
As principais atrações do jardim são:
- o Dragoeiro - Dracaena draco - a árvore mais antiga do jardim, com cerca de 400 anos, original da Madeira;
- a «Fonte das 40 bicas» - situada no centro do tabuleiro inferior do jardim, datada do século XVIII com serpentes, peixes alados, cavalos-marinhos, e figuras míticas;
- a vista magnífica que se obtém no terraço superior do jardim para o terraço inferior, tendo como fundo a cidade de Lisboa com o rio Tejo, a ponte e o Cristo Rei;
- o facto de passearem no jardim diversos pavões, entre os visitantes.

### Atividades
- No jardim funciona todo o ano:
- Visitas guiadas para grupos de crianças e adultos, em português e inglês (outras línguas sob consulta)
- O Grupo de Teatro Infantil AnimArte tem aqui a sua sede, ensaiando durante todo o ano, com apresentação de temporadas de espetáculos;
- Durante o ano existem cursos e workshops para adultos
- Durante as férias escolares existem cursos de ocupação de tempos livres de jardinagem e teatro para as crianças;
- Festas já habituais: «Festa da Primavera», «Festa do Outono», «Festa dos Sabores» e «Noite de Halloween» (esta última dinamizada em parceria com o Grupo de Teatro Infantil AnimArte).

### Localização
Cimo da Calçada da Ajuda, 1300-010 Lisboa.